# Canular informatique

Un canular informatique (en anglais : hoax) est un contenu produit en ligne ou hors ligne par une personne puis divulgué à d'autres personnes au moyen d'un hyperlien, d'un courriel ou d'une lettre-chaîne. Internet sert de canal de diffusion pour augmenter le nombre de personnes informées le plus rapidement possible.
Des programmeurs, des créateurs de sites Internet peuvent être à l'origine de canulars plus ou moins élaborés concernant des programmes, des protocoles de communication, des pages Web, etc.

## Motivations
À la différence des spams, qui sont la plupart du temps envoyés de manière automatisée à une liste de destinataires, ces types de messages sont relayés « manuellement » par des personnes de bonne foi à qui on demande de renvoyer le message à toutes leurs connaissances, ou à une adresse de courrier électronique bien précise. Il est donc difficile d'identifier les motivations de la source des courriels, ni même d'en donner une définition.
Toutefois, quelques familles se dégagent à l'examen.
- Il y a l'appel à l'aide envoyé ponctuellement pour retrouver une personne disparue ou pour demander un don de moelle osseuse ; l'appel concernant un phénomène choquant ou portant sur une loi en train d'être votée, etc.. L'appel finit par dépasser le cadre dans lequel il a été envoyé, il est progressivement modifié et perd tout lien avec l'événement d'origine.
- Certaines pétitions maladroites tentent de récolter des signatures, sans penser à la non additivité de la diffusion, ni à la facilité avec laquelle le texte signé peut être modifié.
- Certains canulars sont volontairement conçus de manière à causer du tort à une personne ou une entreprise. C'est le cas lorsqu'une adresse électronique précise doit être mise en copie, afin de « comptabiliser » les envois, cette adresse sature sous l'effet du nombre d'emails. Ou si une entreprise est obligée de démentir un cadeau promis.
- Enfin, les expéditeurs peuvent jouer sur l'effet viral, que ce soit une blague (par exemple les chatons bonsaïs) ou du marketing viral.

Indépendamment de l'intérêt du message en lui-même, qui est souvent dénaturé, un email comportant une liste d'adresses e-mail est un moyen simple pour les diffuseurs de spam d'enrichir leurs bases de données.
Certains « hackers » créent de faux logiciels de hack, sous la forme « ... .exe » par exemple, dans le but d'avertir les lamers, et autres personnes assez ignorantes du hacking (piratage informatique), de l'hameçonnage (en anglais phishing'), du phreaking (piratage téléphonique), etc.

## Canulars via le courriel

### Caractéristiques
Ces canulars sont souvent bâtis sur les mêmes modèles que les légendes urbaines. Dans ce cas, ils en exploitent les caractéristiques de diffusion par colportage, ce qui augmente à la fois leur impact et le nombre de personnes touchées.
- De manière assez grossière, on essaie de prendre par les sentiments le destinataire : sauvez Brian ! (glurge).
- Les faits relatés sont généralement très flous (« au Brésil », par exemple, sans plus de détails, ou « dans trois mois », sans donner la date de départ).
- Les références sont généralement inexistantes ou au contraire trop énormes (Pentagone, Microsoft, etc.).
- On fait des promesses disproportionnées et en lien avec la disparité du monde d'aujourd'hui : devenir milliardaire vite et aisément, gagner un bateau, etc. (fraude 419 ou arnaque basée sur la vente pyramidale).
- On envoie des messages alarmistes, ou des fausses alertes au virus, dans le but de faire paniquer les utilisateurs novices, et parfois de leur faire commettre des manipulations dangereuses de leur système informatique (exemples : « Attention, ce virus détruit toutes les données du disque dur »[2]).
- Des quantités d'adresses électroniques sont aussi révélées, car souvent les utilisateurs ne savent pas les mettre en mode invisible (ce qui est une aubaine pour les spammeurs).
- Parfois, on assure que ce n'est pas un canular en disant qu'un des amis de l'expéditeur a été convaincu par le message alors que c'est faux.
- On peut également recevoir de surprenants messages publicitaires promettant des bouteilles de champagne de grandes marques ou de bordeaux d'un grand château, ou tout autre cadeau si l'on transmet le courriel à une vingtaine de relations électroniques.
- Il existe aussi le faux canular qui consiste à détourner une vérité compromettante en canular afin d'en arrêter la propagation.
- Enfin, une variante, baptisée « viroax » en France (l'anglais ne connaît que virus hoax (en)), associe virus et hoax. Profitant de la crédulité du destinataire, elle le pousse à effacer un fichier de son ordinateur, en lui faisant penser que c'est un virus, fichier parfois utile au fonctionnement de son système d'exploitation, son antivirus ou son pare-feu[3].

Parfois, le message de départ est envoyé en toute bonne foi (vente de chiots, disparition de personnes, demande de don de moelle osseuse, etc.) mais il est ensuite expédié et réexpédié par tant de personnes (voire – et très souvent – modifié) qu'il peut durer des années après la résolution du problème (qui a en général été réglé dans les plus brefs délais). On assiste alors à la diffusion massive de coordonnées personnelles de personnes dépassées par les événements qui sont donc obligées de fermer leur adresse électronique, leur numéro de téléphone pour retrouver la paix. Des associations, organismes ou hôpitaux ont été victimes de ces débordements (par exemple l'American Cancer Society).

### Exemples connus

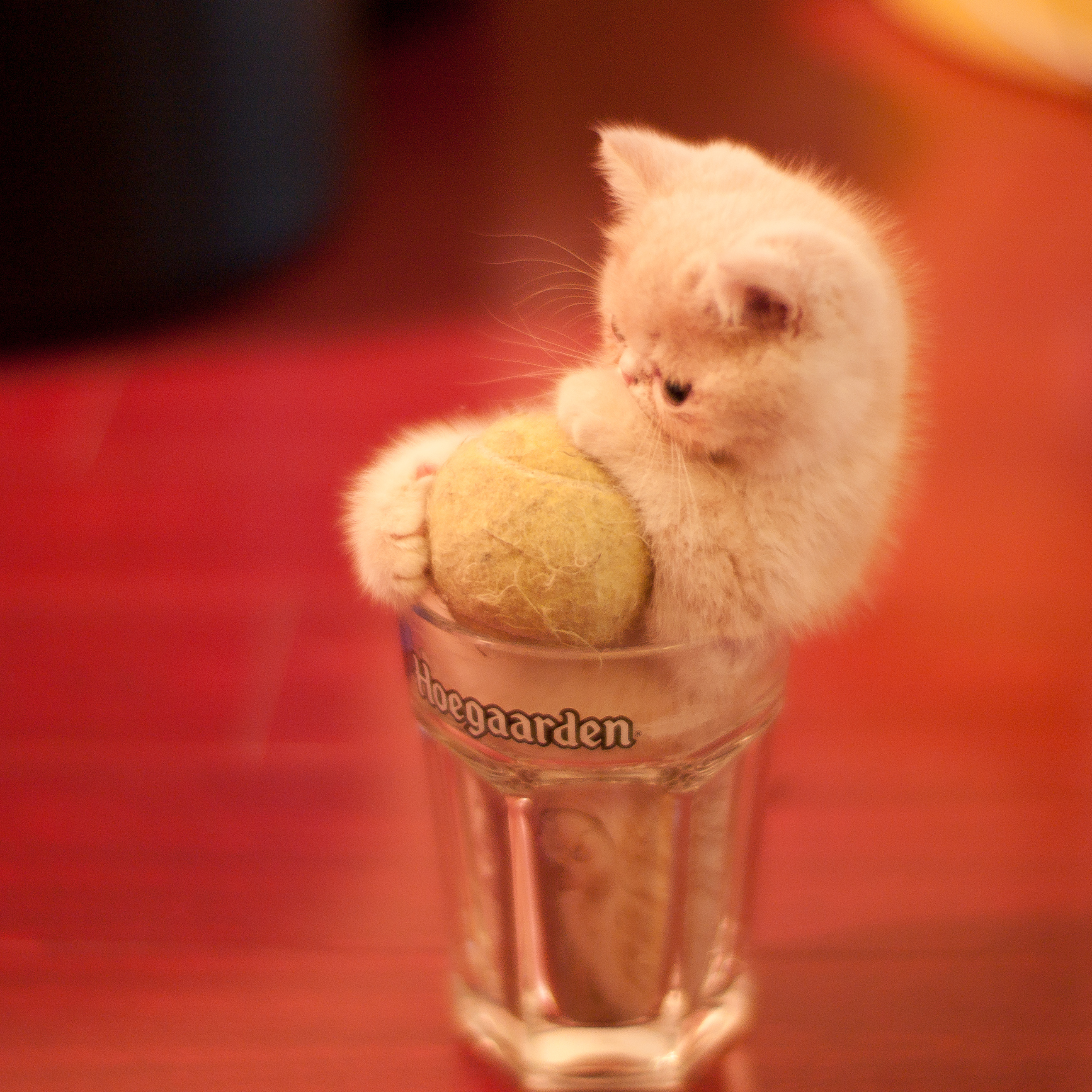
Chaton « bonsaï », soi-disant élevé dans un réceptacle en verre.

- Chatons bonsaïs : courriel indigné raconte le calvaire de chats, élevés en bocaux pour en brider la croissance à la manière des bonsaïs.
- Cuire un œuf avec un portable : deux scientifiques russes auraient réussi à faire cuire un œuf placé entre deux téléphones cellulaires grâce à l'énergie émise par ceux-ci[5].
- Ashley Flores : avis de recherche pour une « disparition » totalement fausse[6].
- Noëlie : canular circulant depuis plusieurs années à la recherche d'un donneur de moelle du groupe sanguin AB pour sauver une petite fille appelée Noëlie. Si le courriel était une véritable recherche au départ, la petite fille n'a pu être sauvée et la chaîne continue de tourner malgré l'appel des parents et du CHU d'Angers qui continuent à être régulièrement appelés. De plus, Noëlie est décédée en juin 2004, un an après une greffe[7]. À ce type de canular peut se rajouter une rumeur ou légende urbaine sur le désespoir des parents de l'enfant décédé.
- Hotmail : avis laissant croire que la messagerie web Hotmail va être supprimée puis réservée à ceux qui envoient le message à dix personnes ou plus. Il s'agit là d'un exemple de désinformation basée sur la réputation d'une entreprise ou d'un service[8]. Un message similaire circule annonçant que Facebook va devenir payant.
- Pieuvre arboricole du Nord-Ouest Pacifique.
- Le chef Raoni pleurant : photo prise lors de l'enterrement d'Orlando Villas Boas. De nombreux sites, relayés par les internautes, ont fait circuler cette photo, avec pour légende, « Le chef Raoni, pleure en apprenant que le Brésil vient d'autoriser la construction du barrage géant de Belo Monte ». Ayant appris cela, le chef Raoni déclara qu'il continuerait à se battre contre le barrage et qu'il ne voulait pas que cette photo soit utilisée de cette façon[9].
- « Good Wife's Guide » : faux article de presse envoyé massivement par mail aux États-Unis.
- Le complot de Bielefeld : canular allemand tournant en dérision la théorie du complot.
- Faux virus jdbgmgr.exe.
- Saki Sanobashi[10]

## Canulars d'informaticiens
Des programmeurs, des créateurs de sites Internet peuvent être à l'origine de canulars plus ou moins élaborés concernant de faux programmes, protocoles de communication, pages Web :
- NABOB, une parodie de logiciel de compression permettant de ramener n'importe quel volume de données à un seul octet ; bien entendu, il ne permet pas de décompresser.
- La « poudre verte », une poudre miracle supposée résoudre tous les problèmes informatiques[11].
- IP Over Time (soit en français « IP par delà le temps »), également connu sous le sigle IPOT[12], un protocole censé permettre d'ouvrir des connexions distantes non seulement dans l'espace, mais aussi dans le temps : il serait donc possible de télécharger dans le futur, des fichiers qui n'existent pas encore. Il n'est bien  sûr disponible que pour les systèmes qui ne sont pas encore sortis.
- Mémoire à écriture seule (en), mémoire dans laquelle on ne peut qu'écrire et qui est le contraire de la mémoire morte (mémoire « à lecture seule »).
- Perdu.com, canular constitué d'une unique page Web qui indique par un astérisque l'emplacement où l'internaute se trouve sur Internet.
- « Last Page », sur W3Schools, annonce en anglais « Vous avez atteint la dernière page de l'Internet […] Il n'y a plus rien à voir. Vous pouvez sans risque arrêter votre ordinateur et reprendre votre vie. » Elle pastiche la page « site introuvable » d'Internet Explorer[13].
  - Dernierepage.com, la même chose en français[14].
- Le Zaltair, faux ordinateur créé en 1977 par Steve Wozniak.

## Lutte contre les canulars
Des sites internet comme HoaxBuster, Snopes, Hoax-Net, et Hoaxkiller luttent contre la propagation des canulars.